# Don Quichotte et Sancho Panza (Daumier)
Don Quichotte et Sancho Panza est un tableau du peintre réaliste français Honoré Daumier. Il a été exécuté vers 1868 à l'huile sur toile et mesure 52 × 32 cm. Il est conservé dans la Neue Pinakothek de Munich.

## Description
Il s'agit d'une des œuvres d'inspiration littéraire réalisées par Daumier sous le Second Empire. Ce peintre a fait de nombreuses peintures et dessins représentant Don Quichotte, seul ou avec Sancho Panza, quelque vingt-cinq huiles, aquarelles et une série de dessins au fusain. Daumier considérait le personnage de Don Quichotte comme un marginal idéaliste, en qui le peintre se reconnaissait.[réf. nécessaire]
Le centre du tableau est occupé par Don Quichotte portant une lance sur son cheval, formé par des taches de couleur, sans que l'on distingue un visage ; lui et sa monture Rossinante voient leur anatomie déformée, ressemblant davantage à une caricature qu'à un dessin. Sancho Panza est une ombre qui se voit au loin, dans l'horizon, découpé contre le ciel de couleur bleue intense, comme formant partie du paysage aride.